# Linthorpe
Linthorpe är en stadsdel i Middlesbrough, i kommunen Borough of Middlesbrough, i grevskapet North Yorkshire, i England. Ward hade 6 708 invånare år 2021. Linthorpe var en civil parish från 1866 till 1913 då den blev en del av Middlesbrough och West Acklam. Civil parish hade 438 invånare år 1911.